# N,N-二甲基-2-硝基苯胺
N,N-二甲基-2-硝基苯胺是一种有机化合物，化学式为C8H10N2O2。它可由2-硝基氟苯和二甲胺加热反应制得；或由N,N-二甲基苯胺和硝酸在催化下于乙酸酐中反应得到。

## 反应
在钯催化下，它在溶剂中可以被氢气还原为N,N-二甲基-1,2-苯二胺。